# محمد بن علي الحسون
الوظيفة: أستاذ مشارك بقسم الأدب ، كلية اللغة العربية ،ووكيل جامعة الملك خالد للشؤون التعليمية والأكاديمية
المؤهلات العلمية والوظيفية والتدرج الوظيفي
- 1989 بكالوريوس في اللغة العربية من جامعة الإمام محمد بن سعود بتقدير جيد جدا.
- 1999حصل على درجة الماجستير بتقدير ممتاز في الأدب العربي الحديث ، وقدم أطروحة بعنوان محمد علي مغربي حياته وإنتاجه الأدبي.
- 2008 حصل على الدكتوراه في تخصص الأدب المقارن من جامعة اكستر - المملكة المتحدة.

النشاطات التدريسية
- 1990-1995 قام بالتدريس في مجال اللغة العربية (النحو والصرف والأدب والبلاغة والعروض والإملاء والخط والإنشاء) وذلك في المعهد العلمي في الملز التابع لجامعة الإمام محمد بن سعود.
- 2002 - 2003 قام بتدريس مادة اللغة العربية للمرحلة الثانوية في المدرسة العربية السعودية في مدينة ليدز - المملكة المتحدة.
- 2004  قام بتدريس مادة اللغة العربية لمرحلتي المتوسطة والثانوية في المدرسة العربية السعودية في مدينة اكستر - المملكة المتحدة.
- 2005-2006 مدرس مساعد للغة العربية كلغة أجنبية في قسم الدراسات العربية في جامعة اكستر - المملكة المتحدة.
- 2008 – 2012 قام بتدريس طلاب وطالبات المرحلة الجامعية في قسم الأدب حيث تولى تدريس التحرير الأدبي وتاريخ الأدب وغيرها خلال هذه الفترة.

النشاطات في مجال خدمة الجامعة والمجتمع
- 1990-1995 مدرس اللغة العربية في المعهد العلمي في الملز التابع لجامعة الإمام محمد بن سعود الإسلامية.
- 1996- 1997 مدير إدارة الشؤون الطلابية في المعاهد العلمية التابعة لجامعة الإمام محمد بن سعود الإسلامية.
- 1998 كلف موجها للغة العربية في المعاهد العلمية التابعة لجامعة الإمام محمد بن سعود الإسلامية.
- 1998 كلف مديرا للمعهد العلمي في الجوف التابع لجامعة الإمام محمد بن سعود الإسلامية.
- 1998 تعين معيدا بقسم الأدب في كلية اللغة العربية – جامعة الإمام محمد بن سعود الإسلامية.
- 1998-2001 تم تكليفه مديرا لمكتب وكيل جامعة الإمام محمد بن سعود الإسلامية.
- 2001 حصل على بعثة لدراسة الأدب المقارن بجامعة اكستر في بريطانيا.
- 2002 - 2003 مدير المدرسة العربية السعودية في مدينة ليدز - المملكة المتحدة.
- 2004  مدير المدرسة العربية السعودية في مدينة اكستر - المملكة المتحدة.
- 2005-2006 مدرس مساعد للغة العربية كلغة أجنبية في قسم الدراسات العربية في جامعة اكستر - المملكة المتحدة.
- 2008 عين أستاذا مساعدا بقسم الأدب - كلية اللغة العربية – جامعة الإمام محمد بن سعود الإسلامية ولا يزال.
- 2008 عين مستشارا لمدير جامعة الإمام محمد بن سعود الإسلامية لشؤون أعضاء هيئة التدريس ولا يزال.
- 2009 بالإضافة إلى عمله السابق أسند إليه الإشراف العام على العلاقات العامة في جامعة الإمام محمد بن سعود الإسلامية.
- 2009 عين عميدا لتقنية المعلومات في جامعة الإمام محمد بن سعود الإسلامية لخبرته وحصوله على عدد من الشهادات في هذا المجال
- 2013وكيل جامعة الملك خالد للشؤون التعليمية والأكاديمية

منشورات
- محمد علي مغربي ، حياته وإنتاجه الأدبي ، مكتبة العبيكان ، الطبعة الأولى ، 2001.